# Biografielijst Nd

## Nda
- Josphat Ndambiri (1985), Keniaans atleet
- Jean-Pierre N'Dayisenga (1962), Belgisch atleet

## Nde
- Robby Ndefe (1997), Angolees-Nederlands voetballer
- Catherine Ndereba (1972), Keniaans marathonloopster

## Ndi
- Marie NDiaye (1967), Senegalees-Frans schrijfster
- Dennis Ndiso (1983), Keniaans atleet

## Ndj
- Jean Marc Ndjofang (?), Kameroens dammer

## Ndl
- Sizwe Ndlovu (1980), Zuid-Afrikaans roeier

## Ndo
- Aida Ndoci (?), Albanees zangeres
- Frederik Ndoci (1960), Albanees zanger
- Dieumerci Ndongala (1991), Congolees-Belgisch voetballer
- Youssou N'Dour (1959), Senegalees zanger, musicus en politicus

## Ndu
- Jaysuma Saidy Ndure (1985), Gambiaans-Noors atleet
- Martin Nduwimana (1958), Burundees politicus